# Concours musical international Reine Élisabeth de Belgique 2021
Le Concours musical international Reine Élisabeth de Belgique, session 2021, est consacré au piano.
Il s'est déroulé du 3 au 29 mai 2021 dans le bâtiment Flagey et au Palais des beaux-arts de Bruxelles.

## Jury
- Président du jury : Gilles Ledure (nl)
- Les membres du jury sont :
- Jean-Philippe Collard
- Nelson Goerner
- Ralf Gothóni
- François-Frédéric Guy
- Daejin Kim
- Momo Kodama
- Paul Lewis
- Aleksandar Madžar
- Jean-Claude Vanden Eynden
- Elisso Virssaladze
- Alexei Volodin (en)

Les membres du jury n'ont pas nécessairement assisté à toutes les étapes.  

## Finale (24-29 mai)
Au Palais des beaux-arts de Bruxelles, les six finalistes ont été accompagnés par l'Orchestre national de Belgique sous la direction de Hugh Wolff. 
Les six lauréats ont joué un concerto de leur choix et l'œuvre obligatoire pour piano et orchestre écrite spécialement pour cette édition par le compositeur français Bruno Mantovani.

### Lauréats
Les lauréats sont :  
- Premier prix, Grand Prix international Reine Élisabeth - prix de la reine Mathilde : Jonathan Fournel, 27 ans (France)
- Deuxième prix, prix du Gouvernement fédéral belge : Sergei Redkin (en), 29 ans (Russie)
- Troisième prix, prix comte de Launoit : Keigo Mukawa, 28 ans (Japon)
- Quatrième prix, prix du Gouvernement de la Communauté germanophone : Tomoki Sakata (de), 27 ans (Japon)
- Cinquième prix, prix de la Région de Bruxelles-Capitale : Vitaly Starikov, 26 ans (Russie)
- Sixième prix, prix de la Ville de Bruxelles : Dmitry Sin, 26 ans (Russie)

Le prix Musiq3 du public est attribué à Jonathan Fournel.